# La pasión de Isabela
La pasión de Isabela é uma telenovela mexicana, produzida pela Televisa e exibida entre 9 de abril de 1984 e 8 de fevereiro de 1985 pelo El Canal de las Estrellas, sucedendo Bodas de odio e antecedendo Tú o nadie.
Foi protagonizada por Ana Martín e Héctor Bonilla e antagonizada por Anna Silvetti e Claudio Brook.

## Sinopse
A história é ambientada nos anos 40 na Cidade do México. O palco central é o elegante e glamouroso cabaré "Kumbala", atendido por homens do mais alto nível para testemunhar o grande show oferecido por suas dançarinas espetaculares. Eles são: Zoraida, Natalia (mais conhecida como "La Peregrina"), Odette, Perla e Paquita. Cada um arranca seus próprios problemas e conflitos pessoais: Zoraida quer ser uma grande estrela, mas sua falta de caráter a impede de fazê-lo. Flirty é despreparada, ela ama um jovem que ela mantém, mas flerta com Darío, um homem que pode ser muito perigoso.
Natalia "La Peregrina" é linda, mas adora sem qualquer esperança - dada a sua condição noturna - ao jovem Sebastián Landeros e também esconde o trabalho de sua mãe, sabendo que se ela soubesse de sua vocação, certamente sofreria um ataque cardíaco.
Odette, com sua beleza apaixonada, procura uma vida confortável, mas de uma maneira muito perigosa: através de gângsteres reais como Ruvalcaba e Castillo.
Paquita é agradável e loca, mãos certas de Perla, dono de "Kumbala", que talvez seja a única que tenha a verdadeira oportunidade de ser feliz, ao lado do homem que ama, o barman Goyo.
E Perla, o imponente proprietário da mulher "Kumbala", bonita e apaixonada, com seu caráter difícil, mas muito humana. Ela sofre porque está apaixonada por uma pessoa impossível, este é Adolfo Castañedo, um homem de maneiras refinadas que ama a Isabela, uma bela jovem de alta sociedade. No entanto, seu amor deve superar muitos contratempos: a oposição de seus pais para o seu relacionamento com Adolfo, as intrigas de sua irmã ciumenta Regina eo aparecimento na cena do jovem compositor Bohemian, bonito, que não é outro senão Sebastian Landeros.

## Elenco
- Ana Martín - Isabela Hernández Gallardo
- Héctor Bonilla - Adolfo Castañedo
- Beatriz Aguirre - Celina
- Claudio Brook - Lic. Bruno Hernández
- Ana Ofelia Murguía - Paulina Gallardo de Hernández
- Delia Casanova - Natalia "La Peregrina"
- Anna Silvetti - Regina Hernández Gallardo
- Alfonso Iturralde - Sebastián Landeros
- Carlos Padilla - Eduardo Hernández Gallardo
- Roberto Cobo - Maestro de ceremonias
- Gemma Cuervo - Zoraida
- Irma Dorantes - Azucena
- Margarita Gralia - Odette
- Silvia Derbez - Ángela
- Manuel Landeta
- Raúl Meraz - Miguel Castillo
- Martha Navarro - Matilde Castañedo
- Claudio Obregón - Darío Acosta
- María Luisa Alcalá - Chonita
- Lucía Paillés - Paquita
- Lilia Prado - Perla
- Adrián Ramos - Faustino
- Susana Kamini - Ruth
- Roberto D'Amico - Ramón Ruvalcaba
- Tito Vasconcelos - Goyo
- Oscar Sánchez - Ricardo Castañedo
- Enrique Romo - Toto
- Ricardo Lezama - Matías
- Carlos Bonavides - Héctor
- Adalberto Martínez "Resortes"
- Virma González

## Prêmios e indicações

### TVyNovelas
| Categoria                 | Indicado(a)       | Resultado |
| ------------------------- | ----------------- | --------- |
| Melhor telenovela         | Carlos Téllez     | Indicado  |
| Melhor atriz protagonista | Ana Martín        | Indicado  |
| Melhor ator protagonista  | Héctor Bonilla    | Indicado  |
| Melhor atriz antagonista  | Beatriz Aguirre   | Indicado  |
| Revelação feminina        | Anna Silvetti     | Venceu    |
| Revelação masculina       | Alfonso Iturralde | Indicado  |